# Model wektorowej autoregresji
Model wektorowej autoregresji (ang. vector autoregression) – model ekonometryczny. Zaproponowany przez Christophera Simsa w 1980 r. jako alternatywa wobec krytykowanej wówczas metodologii opracowanej przez Fundację Cowlesa. Podstawowe cechy modeli wektorowej autoregresji w kanonicznej formie to:
- wszystkie zmienne modelu są endogeniczne,
- nie występują sztuczne ograniczenia dotyczące liczby zmiennych występujących w pojedynczym równaniu (warunek wymiaru i rzędu),
- łatwość prognozowania,
- wysoki stopień niezależności od teorii (przez krytyków metodologia VAR określana była jako ateoretyczna makroekonomia).

## Postać modelu VAR
Prosty model VAR o dwóch zmiennych i jednym opóźnieniu:
{\displaystyle x_{t}=\alpha _{x}+\beta _{x}x_{t-1}+\epsilon _{t},}
{\displaystyle y_{t}=\alpha _{y}+\beta _{y}y_{t-1}+u_{t}.}
gdzie {\displaystyle \epsilon _{t}} i {\displaystyle u_{t}} są zaburzeniami losowymi.
O składnikach losowych zakładamy, że są skorelowane między sobą w tym samym okresie a nieskorelowane pomiędzy okresami. Wystąpienie autokorelacji powoduje utratę przez model pożądanych własności, podobnie jak brak niektórych opóźnień w modelu.